# 欧日地区伯夫龙
欧日地区伯夫龙（法語：Beuvron-en-Auge，法語發音：[bøvʁɔ̃ ɑ̃.n‿oʒ] ⓘ），或纯音译作伯夫龙昂诺日，是法国卡尔瓦多斯省的一个市镇，属于利雪区。

## 地理
欧日地区伯夫龙（49°11'19"N, 0°2'45"W）面积9.68 平方千米，位于法国诺曼底大区卡爾瓦多斯省，该省份为法国西北部沿海省份，北濒大西洋英吉利海峡，东北与滨海塞纳省以海上边界相接，东临厄尔省，南至奧恩省，西与芒什省接壤。
与欧日地区伯夫龙接壤的市镇（或旧市镇、城区）包括：多聚莱、博富尔-德吕瓦勒、欧日地区奥托、欧日地区皮托、圣茹安。

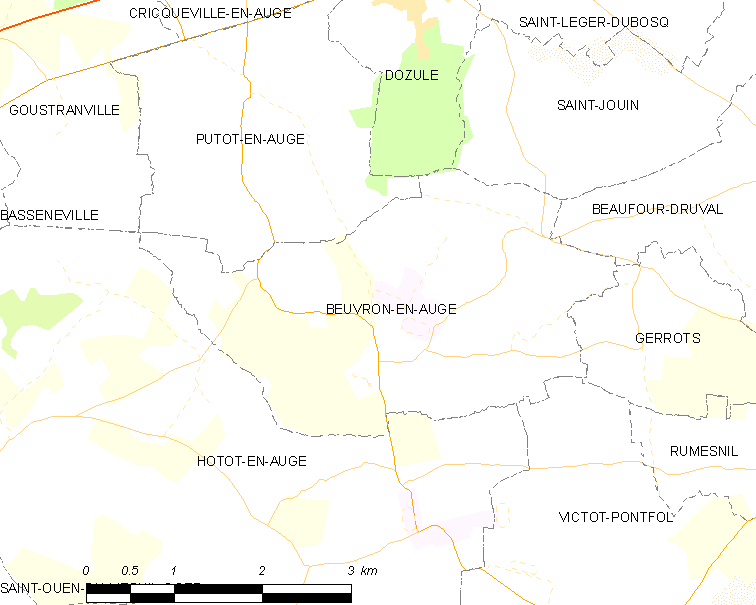
欧日地区伯夫龙的OSM定位图

欧日地区伯夫龙的时区为UTC+01:00、UTC+02:00（夏令时）。

## 行政
欧日地区伯夫龙的邮政编码为14430，INSEE市镇编码为14070。

## 政治
欧日地区伯夫龙所属的省级选区为梅济东瓦莱多日县。

## 人口

1962-2008年间欧日地区伯夫龙人口变化图示

欧日地区伯夫龙于2022年1月1日时的人口数量为201人。